# Benjamin Graham
Benjamin Graham (Londres, 9 de maig de 1894 - 21 de setembre de 1976) va ser un inversor, economista i professor. És conegut popularment com el pare de la inversió en valor i va escriure dos dels llibres fundacionals d'aquesta disciplina: Security Analysis (1934) amb David Dodd, i The Intelligent Investor (1949).